# Apple Monitor III
De Apple Monitor III (vaak gestileerd als Apple Monitor ///) is een monochroom CRT-beeldscherm met een diameter van 30 cm (12-inch) dat begin jaren tachtig verkocht werd door Apple Computer voor gebruik met de Apple III.
De Monitor III werd gefabriceerd door Sanyo in twee varianten: met een groen (A3M0039) of een zwart/wit (A3M0006) beeld. Het was het eerste beeldscherm van Apple voor zijn zakelijke lijn van computers, de meer populaire Apple Monitor II zou pas enkele jaren later volgen. Onderaan rechts bevinden zich een aan/uit-knop en een draaiknop om het contrast bij te regelen. Achteraan zijn er nog bijkomende regelaars om de helderheid in te stellen (brightness), het rollen van het beeld te vermijden (V-hold) en de hoogte van het beeld bij te regelen (V-size). Bovenaan is er een verzonken handvat om de Monitor III gemakkelijk op te kunnen heffen.
Apple verkocht ook een speciale monitorstandaard om de Monitor III op de smallere Apple II-behuizing te kunnen plaatsen.

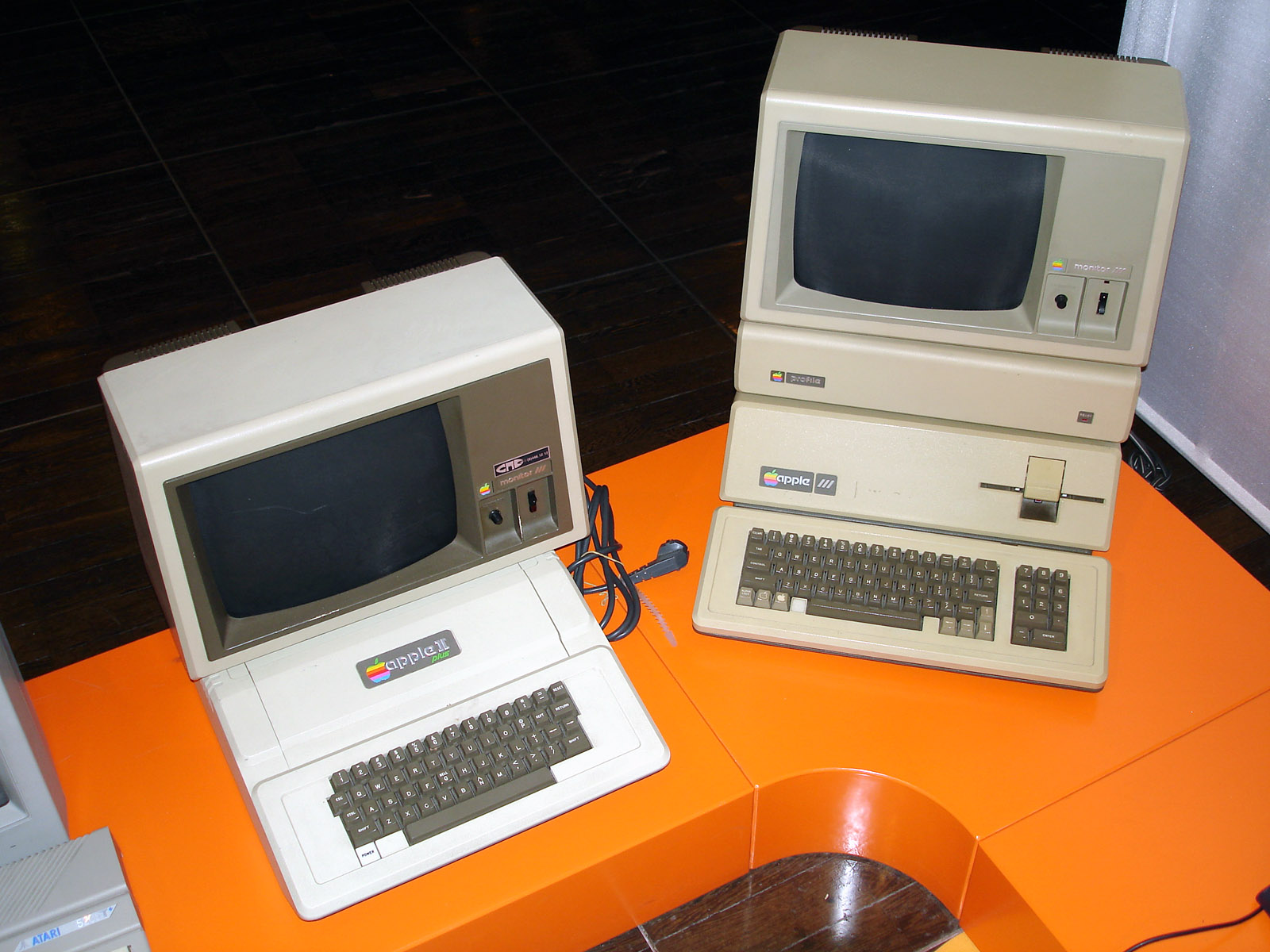
Apple II Plus met een Monitor III (links) en een Apple III met een ProFile harde schijf en een Monitor III (rechts)
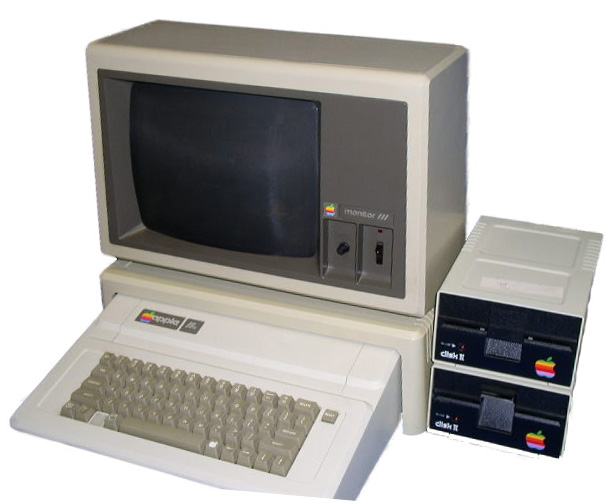
Apple IIe met de speciale monitorstandaard om de bredere Monitor III op te plaatsen
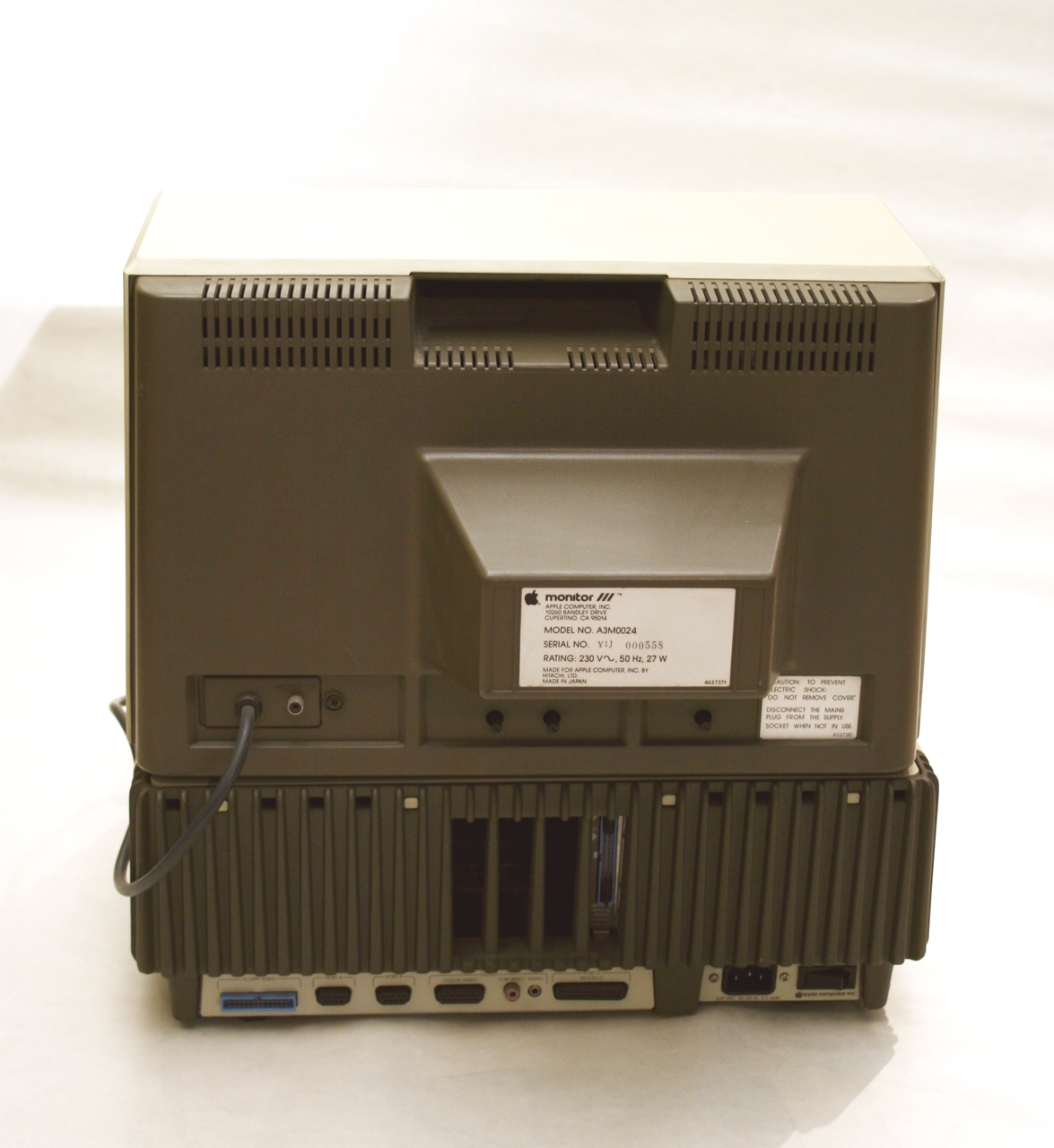
Apple III met een Monitor III, achteraanzicht